# Xuanzong II

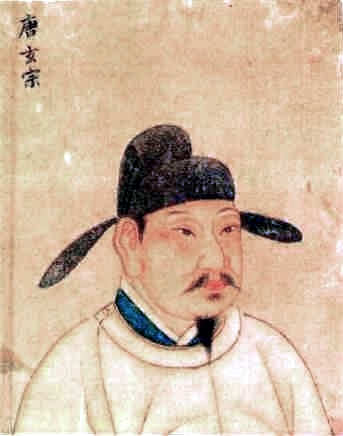
Retrato del emperador Xuanzong

Xuanzong II (r. 846-859) fue uno de los últimos emperadores de China de la Dinastía Tang. Su nombre personal era Li Yi. Fue el 13º hijo del emperador Xianzong (r. 806–820), el tío de los tres emperadores anteriores, Jingzong, Wenzong, y Wuzong.
Para distinguir al emperador Xuanzong de su antepasado del mismo nombre, Xuanzong, en fuentes occidentales se le suele citar como Xuanzong II, pero esto no sucede en las fuentes chinas, donde ambos tienen sus nombres de templo bien diferenciados.

## Reinado
Durante su juventud se le consideraba tímido y poco inteligente. En 846 el emperador Wuzong cayó gravemente enfermo y perdió el habla. Los eunucos de palacio decidieron que Xuanzong fuera el sucesor, por considerarle manipulable. Le cambiaron el nombre personal de Li yi por Li Chen y lo introdujeron en la escena política. Cuando Li Chen se reunió con los funcionarios imperiales demostró su inteligencia y al morir Wuzong ocupó el trono. – 7 de septiembre de 859 – 17 de diciembre de 860) 
Su primera actuación fue destituir al canciller Li Deyu, que había dominado la corte con su antecesor, y mandarlo a provincias. Luego anuló las medidas ordenadas por Wuzong contra los budistas y dirigió su atención hacia el vecino Imperio tibetano que atravesaba un periodo de guerra civil, por lo que pudo recuperar varias prefecturas perdidas desde la época de la Rebelión de An Lushan (756/763). Posteriormente trató de sofocar la rebelión de los tangut, una etnia de Mongolia, relevando tanto a los funcionarios como a los militares que la combatieron.
Xuanzong trató de gobernar diligentemente, según el modelo de su antecesor Li Shimin, ajustándose a la obediencia escrupulosa de las leyes. Intentó reducir el poder de los eunucos de palacio, pero no encontró la manera de hacerlo. Su canciller Linghu Tao sugirió que redujera su número, pero el rumor llegó a los afectados y ello contribuyó a empeorar todavía más la relación entre los eunucos y los funcionarios imperiales.

## Muerte
En sus últimos años concedió su favor ciertos alquimistas que le prometieron la inmortalidad. Las pastillas que le recetaron le volvieron paranoico e irritable, y finalmente le produjeron la muerte por envenenamiento.

## Legado
Debido a la prosperidad de su reinado, la gente le extrañó durante los años siguientes a su muerte, refiriéndose a él como «el pequeño Taizong». El canciller Liu Xu, principal editor del Libro de Tang, escribió sobre Xuanzong en términos entusiastas, al tiempo que lamentaba que muchos de los registros de su reinado se hubiesen perdido. En cambio, Ouyang Xiu, editor del Nuevo libro de Tang, comentó que el emperador Xuanzong, aunque era persona de buen juicio, carecía de amabilidad y de gracia.
Durante su reinado, los químicos chinos iniciaron los primeros experimentos con juegos pirotécnicos.